# .hack//Gift
.hack//Gift (?) è parte del franchise della linea di prodotti .hack; un singolo episodio omake che poteva essere ottenuto acquistando la confezione da quattro dischi di tutti i giochi PlayStation di .hack. È stato incluso come extra nel quarto disco .hack//Liminality insieme a .hack//Quarantine negli Stati Uniti.
L'episodio è una parodia della maggior parte del franchise di .hack (la maggior parte delle battute richiede una conoscenza del videogioco e dell'anime, in quanto appaiono diversi personaggi da entrambi). Non va inteso seriamente come parte del franchise di .hack ed è piuttosto un episodio indipendente. Lo stile usato è particolare, con tutti i personaggi dotati di teste triangolari e dettagli scarni, rendendo il tutto piuttosto simile allo stile super deformed, ma tuttavia distinto.  Questo episodio è considerato parte della serie .hack//SIGN, e come tale parodia persino le sigle di apertura e chiusura; i personaggi nella sigla iniziale mutano dallo stile di .hack//SIGN a quello che hanno in Gift, e la sigla finale mostra un'immagine di Mimiru, Subaru e BT (nelle loro forme .hack//SIGN) che fanno il bagno nelle terme, mentre Bear, Crim, Sora e Ginkan le spiano con il naso sanguinante.

## Trama
L'episodio inizia con Helba, un hacker della serie, che infrange la quarta parete ringraziando gli spettatori per aver comprato i giochi .hack e annunciando che un'area segreta, la "Tasogare no onsen" (terme del crepuscolo) è stata creata come regalo. Ma l'area è difficile da raggiungere  e il roleplaying è proibito.
Balmung si teletrasporta in un'area ed è sconvolto nel trovare il cadavere ingrigito di Orca (o Bear; l'episodio ironizza sul fatto che Orca e Bear sono identici a parte che per i colori) vicino alla parola Gift scritta col sangue (parodia di una scena di Excel Saga). Altri protagonisti di .hack, tra cui Kite, BlackRose, Tsukasa, Mimiru, Subaru, Crim e Ginkan (Silver Knight) compaiono sulla scena e sospettano che Balmung abbia ucciso Bear/Orca. Notando la parola "Gift", iniziano a sospettare che sia una messa in scena da parte di Helba, e trasformano la ricerca delle Terme in una gara per vedere chi arriva prima. Subaru e BT vanno da soli, Tsukasa fa gruppo con Mimiru e Kite si unisce a BlackRose. I personaggi rimanenti vanno da una situazione imbarazzante all'altra, e Balmung vaga cercando di capire cosa stia succedendo.
Numerose gag si svolgono. Subaru colpisce Ginkan con la sua ascia e lo calcia nel fiume Mac Anu; Crim e Sora si combattono in una battaglia aerea con dei fili di sostegno che parodia film come La tigre e il dragone; le armi dei personaggi vengono rimpiazzate da cose ridicole come racchette da tennis e mazze da baseball, e così via.